# Estação Roi Baudouin
Roi Baudouin (fr) ou Koning Boudewijn (nl) é uma estação da linha 6 (antiga 1A) do Metro de Bruxelas.